# Geum brevicarpellatum
Geum brevicarpellatum är en rosväxtart som beskrevs av Carl August Bolle. Geum brevicarpellatum ingår i släktet nejlikrotsläktet, och familjen rosväxter. Inga underarter finns listade i Catalogue of Life.